# Двигун Toyota NR
| Toyota NR                      | Toyota NR                                   |
| ------------------------------ | ------------------------------------------- |
|                                |                                             |
| Виробник:                      | Toyota                                      |
| Марка:                         | Toyota NR                                   |
| Тип:                           | Чотирициліндровий двигун                    |
| Робочий об'єм:                 | - 1.2 л (1,197 см3) - 1.5 л (1,498 см3) см3 |
| Максимальна потужність:        | 65–85 кВт (87–114 к.с.) кВт                 |
| Максимальний обертовий момент: | 120–185 Н⋅м (89–136 фунт⋅фут) Н·м           |
| Охолодження:                   | рідинне охолодження                         |
| Матеріал блоку циліндрів:      | алюміній                                    |
| Матеріал ГБЦ:                  | алюміній                                    |
| Рекомендоване паливо:          | Бензин                                      |

Сімейство двигунів Toyota NR — серія невеликих рядних чотирипоршневих двигунів, розроблених і виготовлених компанією Toyota, з об’ємом від 1,2 і 1,5 л (1 197 і 1 498 куб.см).

## Загальні риси цієї серії
У серії NR використовуються алюмінієві блоки двигуна та головка блоку циліндрів. Клапанний механізм оснащений 4 клапанами на циліндр, DOHC, і впроваджено Toyota Dual VVT-i та VVT-iW. Він також використовує багатоточкове або пряме вприскування палива. Двигуни 1NR, 2NR, 3NR, 4NR, 5NR, 6NR і 7NR мають стандарт Dual VVT-i, а двигун 8NR має VVT-iW, що дозволяє йому працювати в циклі Отто, а також у модифікованому циклі Аткінсона для покращення ефективності теплового режиму.

## 1NR-FE
1NR-FE — це компактний 1,3-літровий рядний чотирипоршневий двигун із технологією Stop & Start і Dual VVT-i. Він був представлений на європейському ринку в кінці 2008 року з Yaris XP9F. Підвищення продуктивності двигуна в поєднанні з низькими викидами та споживанням палива було основною метою під час його розробки.
Технічні характеристики двигуна:
- Об'єм: 1,3 л; 81,1 дюйм3 (1 329 см3)
- Діаметр діаметра х хід: 72,5 мм × 80,5 мм (2,85 дюйм × 3,17 дюйм)
- Макс. Вихід: Євро 4 Версія: 105 PS (104 к. с.; 77 кВт) при 6000 об/хв, Євро 5 Версія: 73 кВт (98 гальм. к. с.; 99 PS) при 6000 об/хв, Індонезія Євро 3 Версія: 72 кВт (97 гальм. к. с.; 98 PS) при 6000 об/хв, версія для Малайзії: 71 кВт (95 гальм. к. с.; 97 PS) при 6000 об/хв
- Макс. Крутний момент: Євро 4 Версія: 132 Н⋅м (97 фунт⋅фут) при 3800 об/хв, версія Євро 5: 128 Н⋅м (94 фунт⋅фут) при 3800 об/хв, Індонезія Євро 3 Версія: 120 Н⋅м (89 фунт⋅фут), Версія Малайзії: 121 Н⋅м (89 фунт⋅фут) при 4000 об/хв
- Ступінь стиснення: 11,5:1; Індонезія Євро 3 Версія: 10.5:1
- Клапанний механізм: 16-клапанний DOHC, ланцюговий привід (з подвійним VVT-i)
- Система впорскування палива: Багатоточкове вприскування палива
- Норми викидів: Євро 4 (Відповідає Євро 5 після оптимізації, введеної в липні 2010 р.)
- Експлуатаційна маса двигуна (включаючи охолоджуючу рідину та масло): 89,5 кг (197 фунт)
- Швидкість холостого ходу: 700 об/хв
- Redline: 6200 об / хв

Застосування:
- Subaru Trezia
- Toyota Auris
- Toyota Corolla
- Toyota Corolla Axio (NRE160) (Японія)
- Toyota Etios (Південна Америка)
- Toyota iQ
- Toyota Passo
- Toyota Probox[1]
- Toyota Ractis
- Toyota Urban Cruiser
- Toyota Verso-S
- Toyota Vios (XP150)
- Toyota Yaris (XP150)

## 1НР-ВЕ

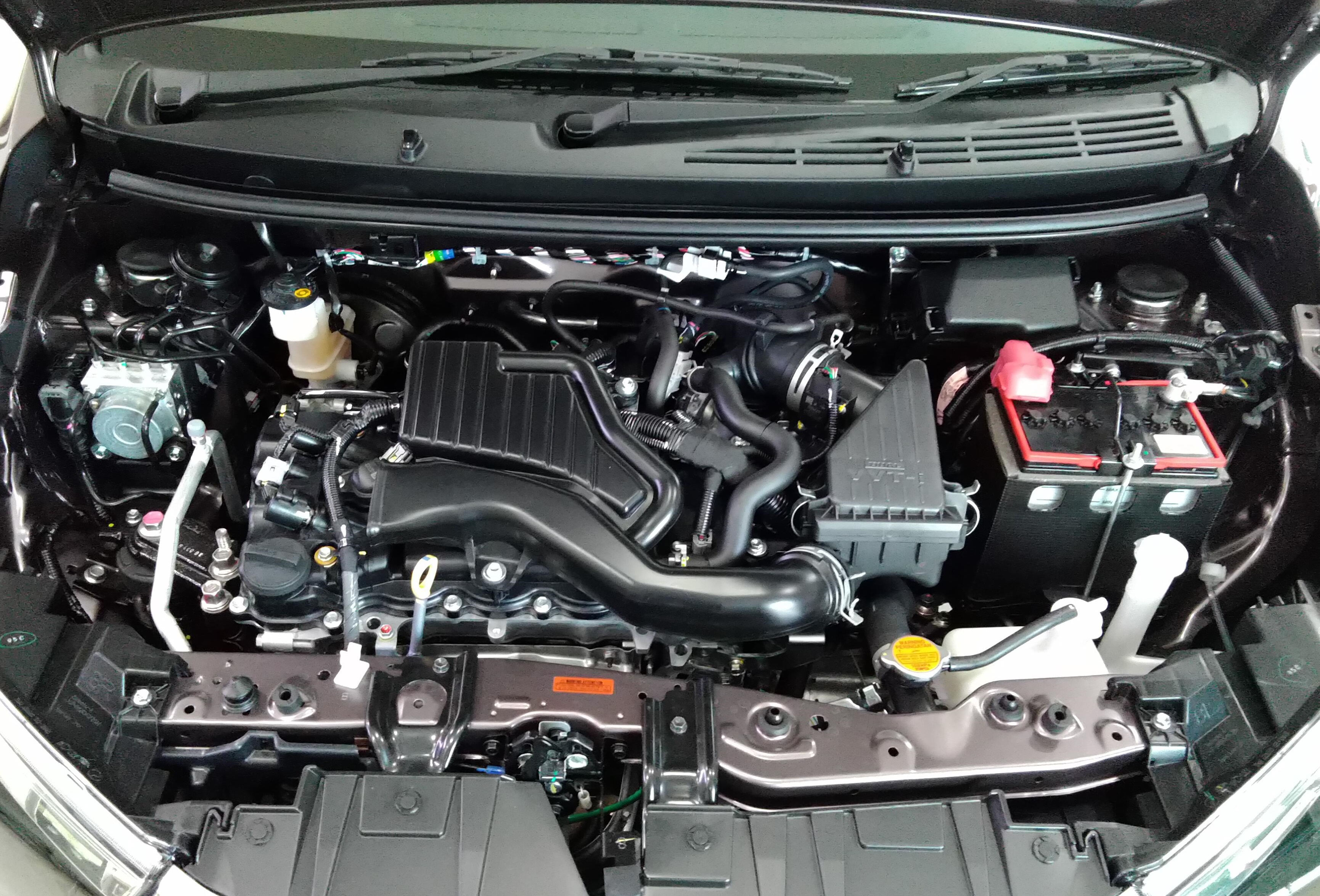
Двигун 1NR-VE на Perodua Bezza

Новий двигун 1NR-VE був імпровізований Daihatsu для Toyota Avanza та Daihatsu Xenia, а потім використаний для Perodua та Perodua Bezza, які базуються на 1,3-літровому 1NR-FE. Споживе паливо на рівні ECE 21,7 км/л (4,6 л/100 км; 51 миля/год‑США; 61 миля/год‑англ.) для механічного варіанту КПП та 21 км/л (4,8 л/100 км; 49 миля/год‑США; 59 миля/год‑англ.) для автоматичного. Двигун видає 69—73 кВт (93—98 к. с.) і 121 Н⋅м (89 фунтс⋅фут) крутного моменту.
Застосування:
- Toyota Avanza/Трансмовер / Daihatsu Xenia[2] (F653, 2015–2023)
- Toyota Avanza / Daihatsu Xenia (W100, 2021–по теперішній час)
- Perodua Bezza (B301, 2016–тепер)
- Perodua Myvi / Daihatsu Sirion (M800, 2017–по теперішній час)
- Toyota Yaris/Vios (NGC101, 2022–тепер)

## 1NR-FBE
Встановлюється на хетчбеки Toyota Etios і Yaris, виготовлені в Бразилії, доступні лише як flexfuel, 1,3 літра, з VVT-i. У 2016 році замінено версією flexfuel 1NR-FKE.

## 1NR-FKE
1NR-FKE — це варіант 1NR-FE, представлений у другому кварталі 2014 року. Toyota стверджує, що його максимальна теплова ефективність буде 38 відсотків. Цей 1,3-літровий бензиновий двигун використовує цикл Аткінсона, як і гібридні двигуни Toyota. Максимальний крутний момент менший, але цього разу максимальна потужність не зменшується. Клапани приводяться в рух за допомогою інтелектуальної системи регулювання фаз газорозподілу VVT-iE. Впускний отвір має нову форму, яка створює сильний вертикальний перекидний потік. Згоряння покращується, а втрати зменшуються. Toyota каже, що з зупинкою на холостому ходу та іншими функціями це призведе до підвищення ефективності палива приблизно на 15 відсотків.
Основні відмінності між 1NR-FE:
- Макс. вихід: 73 кВт (98 гальм. к. с.; 99 PS) на 6000 об/хв
- Макс. крутний момент: 121 Н⋅м (89 фунт⋅фут) при 4400 об/хв
- Макс. теплова ефективність : 38%
- Коефіцієнт розширення: 13,5:1
- Клапанний механізм: VVT-iE

Застосування:
- Toyota Etios (NGK11, лише Бразилія)
- Toyota Yaris (NSP150, лише Бразилія)
- Toyota Vitz після квітня 2014[4]
- Subaru Trezia після травня 2014[5]

## 2NR-FE
A 1,5 л (1 496 см3) варіант двигуна серії NR, вперше представлений у четвертому кварталі 2010 року для Toyota Etios. Це перший новий двигун, розроблений Toyota за понад 8 років без VVT-i, створений для зниження витрат на Toyota Etios. Для цього двигуна була впроваджена нова інновація з інтеграцією випускного колектора в головку блоку циліндрів для зменшення викидів. Пізніше була представлена версія Dual VVT-i, яка вперше використовувалася в Toyota Avanza та багатьох моделях 1,5 л на азіатському ринку з 2017 модельного року.
Технічні характеристики двигуна:
- Об'єм: 1,5 л (1 496 см3)
- Діаметр діаметра х хід: 72,5 мм × 90,6 мм (2,85 дюйм × 3,57 дюйм)
- Макс. вихід:
  - 90 PS (66 кВт; 89 к. с.) при 5600 об/хв (без Dual VVT-i)
  - 107 PS (79 кВт; 106 к. с.) при 6000 об/хв (з Dual VVT-i)
- Макс. крутний момент:
  - 132 Н⋅м (97 фунтс⋅фут) при 3000 об/хв (без Dual VVT-i)
  - 140 Н⋅м (103 фунтс⋅фут) при 4200 об/хв (з Dual VVT-i)
- Ступінь стиснення: 11,5:1; Індонезійська версія Євро 3: 10,5:1
- Швидкість холостого ходу: 700 об/хв
- Redline: 6200 об / хв

Застосування:
- Toyota Etios (NGK12/15, 2010–дотепер)
- Toyota Sienta (NSP170, 2016–дотепер)
- Toyota Vios/Yaris/Limo (NSP151, 2016–дотепер)

## 2NR-VE

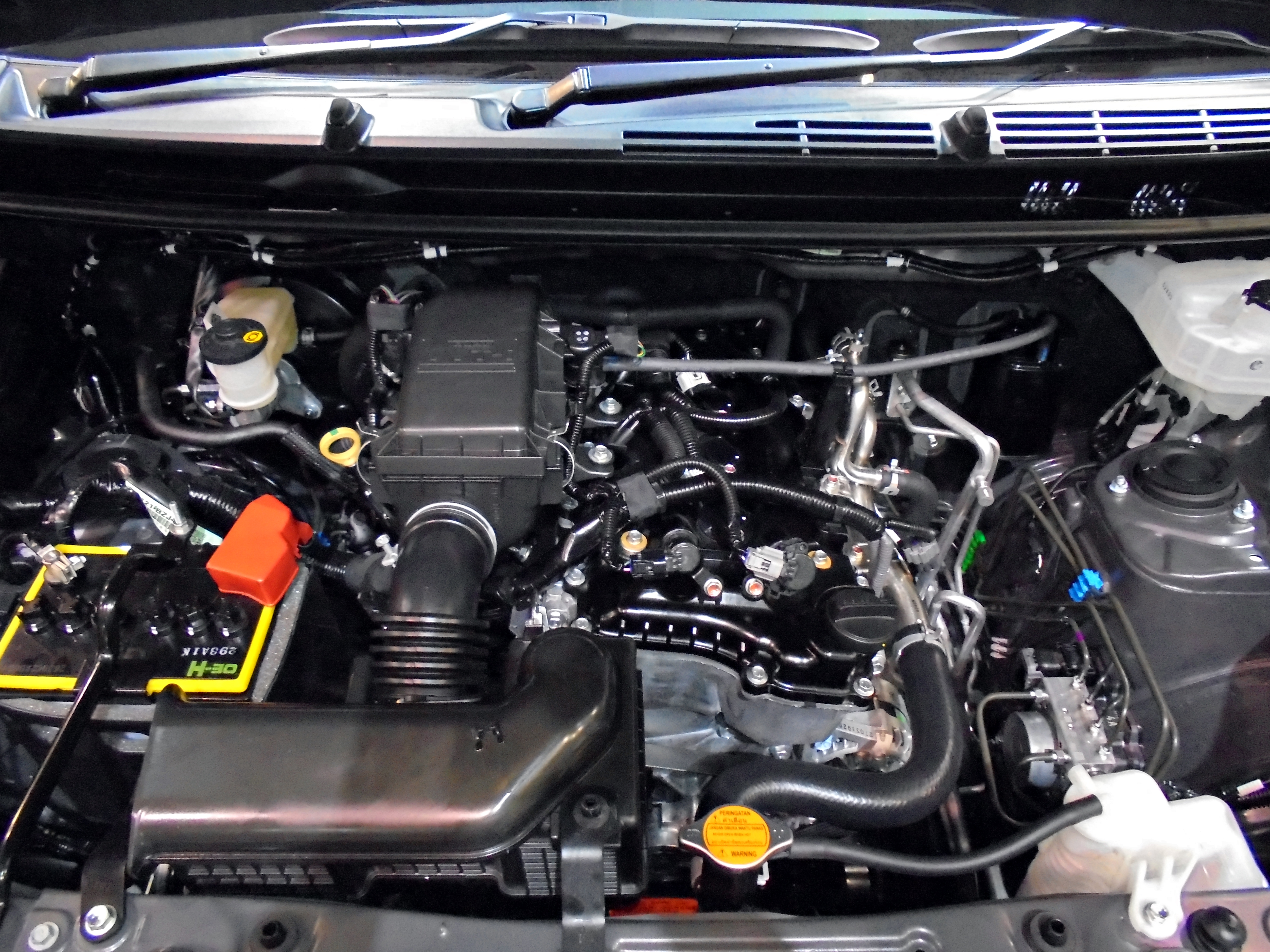
Двигун 2NR-VE на Toyota Rush (розташований поздовжньо)

Базований на 1,5-літровому двигуні 2NR-FE, 2NR-VE був адаптований Daihatsu для своєї продукції, а також використовується Toyota для своїх продуктів на основі нової глобальної архітектури Daihatsu (DNGA). Для покращення паливної ефективності для Perodua Myvi та Toyota Rush (з 2021 року) представлено систему «стоп-старт» на холостому ході.
Макс. вихід:
- 103—106 PS (76—78 кВт; 102—105 к. с.) at 6000 rpm

Макс. крутний момент:
- 136—140 Н⋅м (100—103 фунтс⋅фут) at 4200 rpm

Застосування:
- Toyota Avanza / Daihatsu Xenia (F654, 2015–2021)
- Toyota Avanza / Daihatsu Xenia (W101, 2021–по теперішній час)
- Toyota Veloz (W101/W151, 2021–тепер)
- Perodua Alza (W151, 2022–тепер)
- Daihatsu Terios / Toyota Rush (F800, 2017–до теперішнього часу) / Perodua Aruz (F850, 2019–до теперішнього часу)
- Perodua Myvi / Daihatsu Sirion (M801, 2017–до теперішнього часу)
- Toyota TownAce / Daihatsu Gran Max / Mazda Bongo (S403/S413, 2020–тепер)
- Toyota Yaris/Vios (NGC102, 2022–тепер)
- Toyota Yaris Cross (NGC200, 2023–тепер)

## 2NR-VEX
Базований на 1,5-літровому двигуні 2NR-VE агрегат 2NR-VEX є двигуном за циклом Аткінсона, який використовується з гібридною системою в парі з електродвигуном і літій-іонною батареєю.
Максимальна потужність:
- 67 кВт (90 к. с.; 91 PS)

Максимальний крутний момент:
- 121 Н⋅м (89 фунт⋅фут)

Застосування:
- Toyota Yaris Cross Hybrid (NYC200, 2023–тепер) [7]

## 2NR-FBE
Двигун зі змінним паливом для Etios у Бразилії. Він може працювати на бензині або будь-якій суміші бензину та етанолу, аж до повного етанолу (E100).
Основні відмінності між 2NR-FE:
- Макс. Вихідна потужність: 108 гальм. к. с. (81 кВт; 109 PS) при 5600 об/хв
- Макс. Крутний момент: 136 Н⋅м (100 фунтс⋅фут) при 3100 об/хв

Застосування:
- Toyota Etios (лише Бразилія)
- Toyota Yaris (лише Бразилія)
- Toyota Vios (2016–теперішній час)

## 2NR-FKE
Реалізує систему зміни фаз газорозподілу VVT-iE та роботу двигуна за циклом Міллера/Аткінсона.
Основні відмінності 2NR-FE :
- Макс. Вихід: 109 PS (80 кВт; 108 гальм. к. с.) при 6000 об/хв
- Макс. Крутний момент: 136 Н⋅м (100 фунт⋅фут) при 4400 об/хв
- Ступінь стиснення: 13,5:1

Застосування:
- Toyota Corolla Axio (квітень 2015 – дотепер) [9]
- Toyota Porte / Spade (XP140) (2015–2020)
- Toyota Sienta (Японія, 2015–дотепер)
- Toyota Yaris (Європа, 2017–2020)[10]

## 3NR-FE

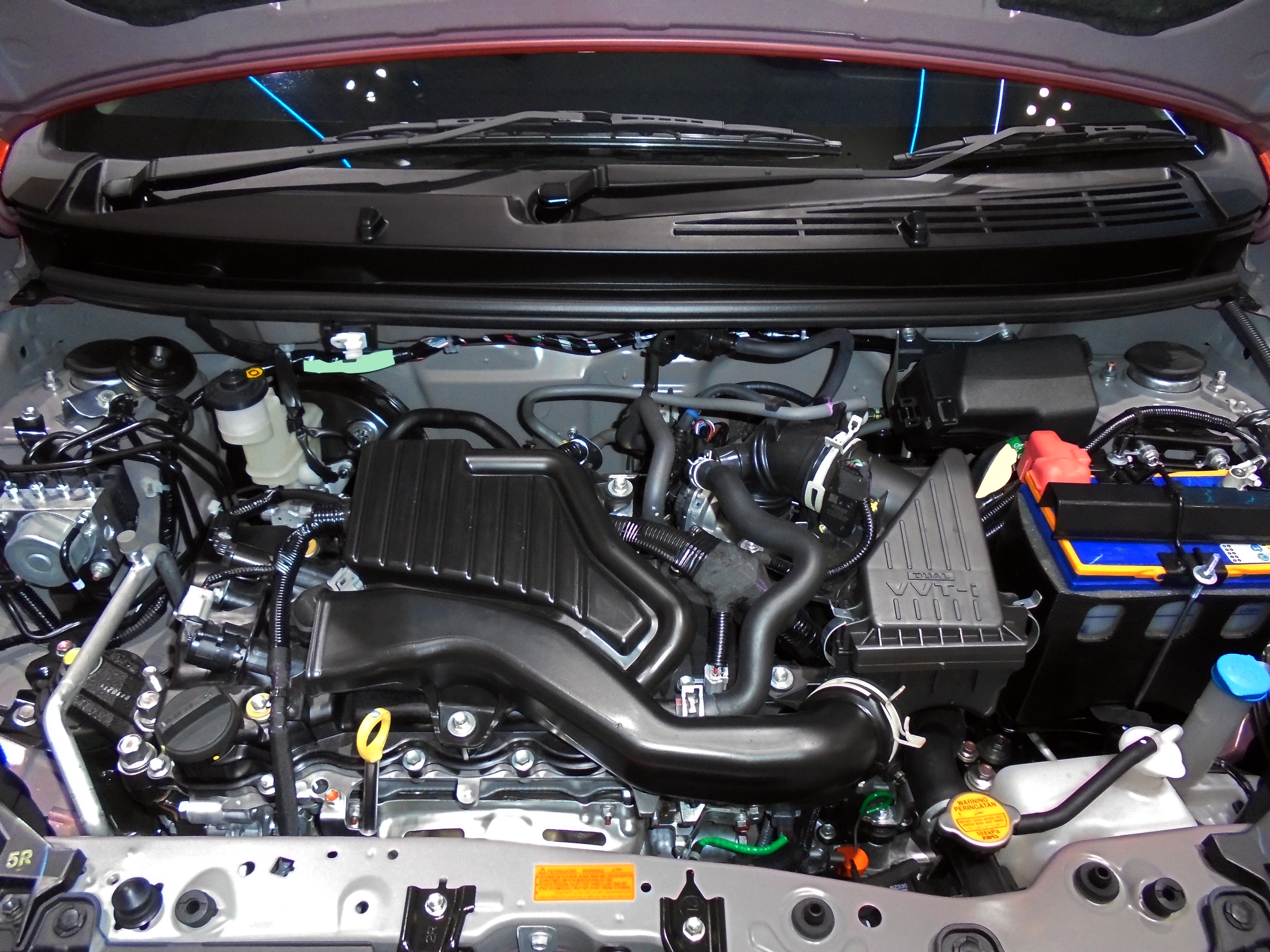
Двигун 3NR-VE на Daihatsu Ayla

A 1,2 л (1 197 см3) варіант двигуна серії NR. Вперше представлений у другому кварталі 2011 року для Etios Liva. Пізніше Toyota реалізувала механізм Dual VVT-i і збільшила ступінь стиснення до 11,5:1 для моделей Toyota Yaris (Таїланд).
Технічні характеристики двигуна:
- Об'єм: 1,2 л (1 197 см3)
- Діаметр діаметра х хід: 72,5 мм × 72,5 мм (2,85 дюйм × 2,85 дюйм)
- Макс. Вихід: 88 PS (65 кВт; 87 гальм. к. с.) при 5600 об / хв / 88 PS (65 кВт; 87 гальм. к. с.) при 6000 об/хв (з Dual VVT-i)
- Макс. Крутний момент: 104 Н⋅м (77 фунтс⋅фут) при 3100 об/хв / 108 Н⋅м (80 фунтс⋅фут) при 4200 об/хв (з Dual VVT-i)
- Ступінь стиснення 11,5:1; Індонезія

Застосування:
- Toyota Etios (NGK10)
- Toyota Yaris (XP150) (NSP152, 2013–2019; Таїланд)
- Toyota Yaris Ativ (XP150) (NSP152, 2017–2019; Таїланд)

## 3NR-VE
Варіант Daihatsu 3NR-FE. У двигуні 3NR-VE виробництва Daihatsu використовуються такі технології:
Технічні характеристики двигуна:
- Об'єм: 1,2 л (1 197 см3)
- Діаметр діаметра х хід: 72,5 мм × 72,5 мм (2,85 дюйм × 2,85 дюйм)
- Макс. Вихід: 88 PS (65 кВт; 87 гальм. к. с.) при 6000 об/хв (з Dual VVT-i); 94 PS (69 кВт; 93 гальм. к. с.) при 6000 об/хв (з Dual VVT-iE)
- Макс. Крутний момент 108 Н⋅м (80 фунтс⋅фут) при 4200 об/хв (з Dual VVT-i); 110 Н⋅м (81 фунтс⋅фут) при 4400 об/хв (з Dual VVT-iE)
- Ступінь стиснення: 10,3:1 (з Dual VVT-i); [11] 13,5:1 (з Dual VVT-iE)

Застосування:
- Toyota Calya / Daihatsu Sigra (B401, 2017–наш час)
- Toyota Agya / Daihatsu Ayla (B101, 2017–2023)
- Toyota Yaris Ativ (NGC100, 2022–теперішній час, з Dual VVT-iE)

## 3NR-FKE
Реалізує систему зміни фаз газорозподілу VVT-iE та роботу двигуна за циклом Міллера/Аткінсона.
Застосування:
- Toyota Yaris (XP150) (Таїланд, 2019–дотепер)
- Toyota Yaris Ativ (XP150) (Таїланд, 2019–2022)

## 4NR-FE
A 1,3 л (1 329 см3) варіант двигуна серії NR. Вперше представлено для третього покоління Toyota Vios.
- Об'єм: 1,3 л (1 329 см3)
- Макс. Вихід: 99 PS (73 кВт; 98 гальм. к. с.) при 6000 об/хв
- Макс. Крутний момент: 123 Н⋅м (91 фунтс⋅фут) при 4200 об/хв

Застосування:
- Toyota Vios (NCP150) (тільки для Китаю)

## 5NR-FE
A 1,5 л (1 496 см3) варіант двигуна серії NR. Вперше представлено для третього покоління Toyota Vios.
- Об'єм: 1,5 л (1 496 см3)
- Макс. Вихід: 107 PS (79 кВт; 106 гальм. к. с.) при 6000 об/хв
- Макс. Крутний момент: 140 Н⋅м (103 фунтс⋅фут) при 4200 об/хв

Застосування:
- Toyota Vios (NCP150) (тільки для Китаю)

## 6NR-FE
A 1,3 л (1 329 см3) варіант двигуна серії NR. Вперше представлено для третього покоління Toyota Yaris.
- Водотоннажність: 1,3 л (1 329 см3)
- Макс. Вихід: 99 PS (73 кВт; 98 гальм. к. с.) при 6000 об/хв
- Макс. Крутний момент: 123 Н⋅м (91 фунтс⋅фут) при 4200 об/хв

Застосування:
- Toyota Yaris (XP150) (тільки для Китаю)

## 7NR-FE
A 1,5 л (1 498 см3) варіант двигуна серії NR. Вперше представлено для третього покоління Toyota Yaris.
- Об'єм: 1,5 л (1 498 см3)
- Макс. Вихід: 107 PS (79 кВт; 106 гальм. к. с.) при 6000 об/хв
- Макс. Крутний момент: 140 Н⋅м (103 фунтс⋅фут) при 4200 об/хв

Застосування:
- Toyota Yaris (XP150) (тільки для Китаю)

## 8NR-FTS

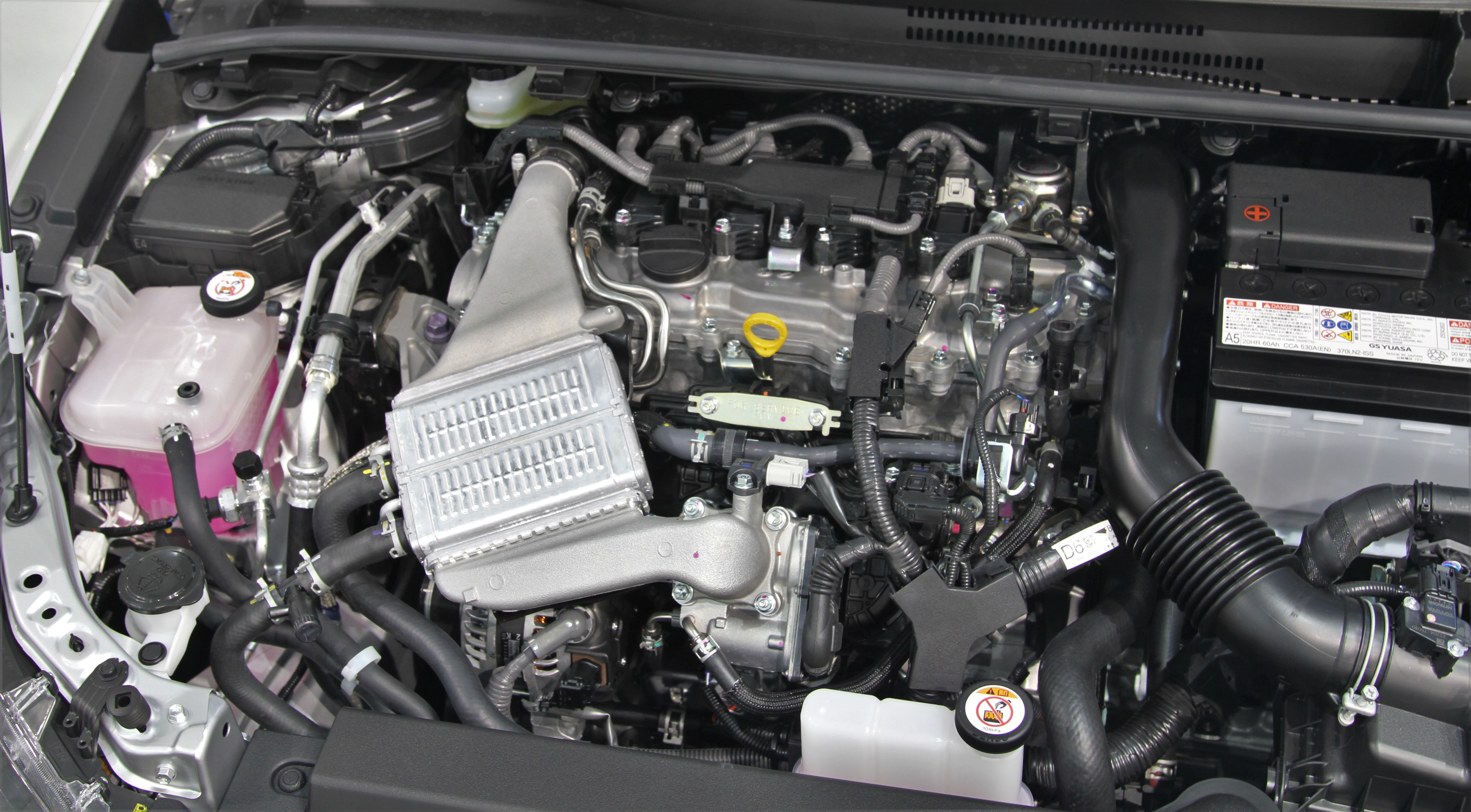
8НР-ФТС

A 1,2 л (1 197 см3) турбований варіант двигуна серії NR. Вперше представлено в Toyota Auris у 2015 році  Він використовує пряме впорскування.
Технічні характеристики:
- Об'єм: 1,2 л (1 197 см3)
- Діаметр діаметра х хід: 71,5 мм × 74,5 мм (2,81 дюйм × 2,93 дюйм)
- Макс. Вихід: 114 гальм. к. с. (85 кВт; 116 PS) о 5200 об/хв
- Макс. Крутний момент: 185 Н⋅м (136 фунтс⋅фут) при 1500 об/хв
- Макс. теплова ефективність: > 36%
- Ступінь стиснення: 10,0:1
- Клапанний механізм: VVT-iW

Застосування:
- Toyota Auris (E180)
- Toyota C-HR
- Toyota Corolla (E210)

## 9NR-FTS
Версія 8NR-FTS, створена для китайського ринку Corolla/Levin.
- Об'єм: 1,2 л (1 197 см3)
- Діаметр діаметра х хід: 71,5 мм × 74,5 мм (2,81 дюйм × 2,93 дюйм)
- Макс. Вихід: 114 гальм. к. с. (85 кВт; 116 PS) о 5200 об/хв
- Макс. Крутний момент: 185 Н⋅м (136 фунтс⋅фут) при 1500 об/хв
- Макс. теплова ефективність: > 36%
- Ступінь стиснення: 10,0:1
- Клапанний механізм: VVT-iW

- Toyota Corolla/Levin (E180, Китай)
- Toyota Corolla/Levin (E210, Китай)